# Lothar Sagner
Lothar Sagner (* 12. Februar 1916 in Liegnitz; † 12. Januar 1984 in Bremen) war ein Politiker (CDU) aus Bremerhaven und er war Mitglied der Bremischen Bürgerschaft. 

## Biografie

### Ausbildung und Beruf
Sagner absolvierte eine Lehre als Bäcker und war in dem Beruf tätig. Im Zweiten Weltkrieg war er von 1939 bis 1948 Soldat und in Kriegsgefangenschaft. Nach dem Krieg arbeitete er wieder als Bäcker und legte 1950 seine Meisterprüfung ab. Dann studierte er an der Berufspädagogischen Akademie in Solingen und war seit 1954 als Gewerbeoberlehrer in Bremerhaven tätig.  

### Politik
Sagner war seit April 1934 Mitglied der NSDAP in Liegnitz.
Nach dem Krieg trat er in die CDU in Bremerhaven ein.
Von 1960 bis 1983 war er mit einer Unterbrechung 20 Jahre lang Mitglied der Bremischen Bürgerschaft und in verschiedenen Deputationen und Ausschüssen der Bürgerschaft tätig. Er kandidierte erfolglos 1972 auf der Landesliste der CDU für den Bundestag. 

## Ehrungen
1981 wurde er mit dem  Verdienstorden der Bundesrepublik Deutschland (Bundesverdienstkreuz) ausgezeichnet.